# César Pereyra
César Emanuel „Picante” Pereyra (ur. 23 listopada 1981 w Villa Ocampo) – argentyński piłkarz występujący na pozycji skrzydłowego lub napastnika.